# Потомок Чингисхана (повесть)
«Пото́мок Чингисха́на» — повесть русского советского писателя Ивана Новокшонова (1896—1943), которая считается его главной книгой.

## История создания
Первый вариант повести был написан в 1920-х годах, второй вариант — в 1937 году. По другим данным, работа над повестью продолжалась с 1926 по 1933 год.
В 1928 году режиссёр Всеволод Пудовкин по мотивам повести поставил фильм «Потомок Чингисхана» (сценарий И. Новокшонова и О. Брика). Фильм с успехом демонстрировался в Европе — в Англии, Венгрии, Германии, Нидерландах, Франции и в других странах. В 1935 году фильм получил приз Первого Московского международного кинофестиваля.
Повесть была впервые опубликована лишь в 1965 году в иркутском альманахе «Ангара» (№ 3).
В 1966 году повесть вышла отдельной книгой в Москве в издательстве «Советский писатель», после этого выдержала несколько переизданий в Иркутске, Новосибирске и Улан-Удэ общим тиражом 330 000 экз.

## Сюжет повести
Главный герой повести Дорчжи, не вынеся тяжести монастырской выучки, убегает из дацана, на некоторое время становится батраком, затем вступает в партизанский отряд Нестора Каландаришвили.
После боя он попадает в плен к белогвардейцам. Дорчжи носит на шее подарок отца — ладанку, в которой зашит документ, подтверждающий, что он — прямой потомок Чингисхана. Белогвардейцы хотят сделать из Дорчжи марионеточного правителя Монголии.
Он не поддаётся соблазнам лёгкого житья, убегает из плена и возвращается в свой отряд.

## Стилистика повести
Повесть насыщена этнографическим материалом. Писатель показывает, как монгол ставит юрту, готовит чай, какие обычаи соблюдает при рождении ребёнка, как хоронит умерших, каковы взаимоотношения внутри его семьи, каков характер верований. В повести описывается свадебный обряд и картина религиозного праздника Цам.

## Издания
- Потомок Чингисхана: Повесть. — М.: Сов. писатель, 1966. — 196 с.,ил. — тираж 30 000 экз.
- Потомок Чингисхана. — Улан-Удэ: Бурят. кн. изд-во, 1969. — 198 с., ил. — тираж 50 000 экз.
- Потомок Чингисхана: Повести. — Иркутск: Вост.-Сиб. кн. изд-во, 1983. — 432 с., ил. — тираж 100 000 экз. — («Литературные памятники Сибири»).
- Потомок Чингисхана // Кин В. По ту сторону. Новкшонов И. Потомок Чингисхана. — Новосибирск: Новосиб. кн. изд-во, 1988. — 320 с., ил. — тираж 150 000 экз. — («Гражданская война в Сибири»).

## Экранизация

Постер к фильму
«Буря над Азией»

Основная статья: Потомок Чингисхана (фильм)
- «Потомок Чингисхана» — художественный фильм (1928), в зарубежном прокате — «Буря над Азией».

## Интересные факты
- Иван Новокшонов рассказывал, что тему повести «Потомок Чингисхана» ему подарил Нестор Каландаришвили[5].
- В 1983 году повесть «Потомок Чингисхана» была издана в книжной серии «Литературные памятники Сибири».